# Bruce Golding
Orette Bruce Golding (Chapelton, 5 dicembre 1947) è un politico giamaicano, Primo ministro dal 2007 al 2011.

## Biografia

### Carriera politica
Golding diventò primo ministro dopo Portia Simpson-Miller, nelle elezioni del 2007. Golding è l'ottavo Primo Ministro dall'indipendenza della Giamaica.
Bruce Golding fu il fondatore del National Democratic Movement (NDM). Dopo esser stato precedentemente presidente del Jamaica Labour Party (JLP), si scisse assieme ad altri dal partito formando il NDM nel 1995. Nel 2002, si riunì an JLP e nel novembre del 2003 fu nuovamente eletto presidente.
Il 20 febbraio 2005 fu nuovamente a capo dell'opposizione Giamaicana, succedendo a Edward Seaga. Golding fa parte di una seconda generazione di politici all'interno del JLP; suo padre, Tacius Golding, fu membro del parlamento.
Bruce Golding è attualmente eletto per distretto di West Kingston, e conduce uno show televisivo mensile chiamato 'Jamaica House Live.'

### Vita privata
È sposato con Lorna Golding e ha tre figli: Sherene, Steven, e Ann-Merita.

## Controversie
Il 16 marzo 2010 il membro dell'opposizione al governo, Peter Phillips, in una seduta del Parlamento fece riferimento per la prima volta a un presunto accordo stipulato tra Golding e uno studio legale americano con base a Los Angeles, Manatt, Phelps & Phillips, il quale avrebbe fatto parte di un contesto più grande riguardante le relazioni intergovernative tra Stati Uniti e Giamaica in crisi dopo il rifiuto di Golding di estradare il narcotrafficante Christopher Coke, dove è ricercato per traffico di stupefacenti e di armi. In base a questo accordo, lo studio losangelino avrebbe dovuto rappresentare Golding e il governo giamaicano contro gli Stati Uniti.
Nonostante le smentite di Golding, il Dipartimento della Giustizia degli Stati Uniti via Foreign Agents Registration Act trovò qualche tempo un contratto del valore di quattrocentomila $ depositato nel conto della Manatt, Phelps & Phillips per rappresentare il governo giamaicano in una possibile disputa con gli USA.
Il 17 maggio, chiedendo pubblicamente scusa al popolo giamaicano per le vicende accadute in quei mesi, ha incaricato il Ministro della Giustizia Dorothy Lightbourne di firmare il mandato d'estradizione di Coke e porre fine alle tensioni creatasi con gli Stati Uniti.